# Nigers herrlandslag i fotboll
Nigers herrlandslag i fotboll representerar Niger i fotboll på herrsidan, och spelade sin första match den 11 april 1963 i Senegal, där man förlorade med 0-1 mot Nigeria. Laget kallas Mena och kontrolleras av Nigers fotbollsförbund. Laget är medlem i Caf och är ett av de svagare lagen. Lagets Fifa-ranking är 128. Efter att ha vunnit sin grupp i kvalspelet till afrikanska mästerskapet i fotboll 2012 deltog landet i de afrikanska mästerskapen år 2012, för första gången någonsin. Turneringen visade sig bli en besvikelse för Niger som förlorade samtliga tre matcher mot Gabon, Tunisien och Marocko.